# 517 Едит
517 Едит (енгл. 517 Edith) је астероид главног астероидног појаса. Приближан пречник астероида је 91,12 km,
а средња удаљеност астероида од Сунца износи 3,153 астрономских јединица (АЈ).
Инклинација (нагиб) орбите у односу на раван еклиптике је 3,194 степени, а орбитални период износи 2045,325 дана (5,599 година). Ексцентрицитет орбите астероида износи 0,181.
Апсолутна магнитуда астероида износи 9,35 а геометријски албедо 0,038.
Астероид је откривен 22. септембра 1903. године.